# إخاضيرن (الواديين)
إخاضيرن هو دُوَّار يقع بجماعة مولاي أحمد الشريف، إقليم الحسيمة، جهة طنجة تطوان الحسيمة في المملكة المغربية. ينتمي الدوّار لمشيخة الواديين التي تضم 4 دواوير. يقدر عدد سكانه بـ 189 نسمة حسب الإحصاء الرسمي للسكان والسكنى لسنة 2004.

## روابط خارجية
- البوابة الوطنية للجماعات الترابية
- المندوبية السامية للتخطيط